# ولاية جونز الحرة
ولاية جونز الحرة (بالإنجليزية: Free State of Jones)‏ هو فيلم حربي وسيرة ذاتية يحكي قصة المحارب نيوتن نايت تم إنتاجه في الولايات المتحدة وصدر في يونيو سنة 2016. الفيلم من إخراج جاري روس وكتابة جاري روس. من بطولة ماثيو ماكونهي وماهرشالا علي وكيري رسل وبرندان غليسون.

## القصة
تدور أحداث القصة خلال فترة الحرب الأهلية في الولايات المتحدة، حيث يحكي قصة المزارع نيوتن نايت وتصديه للعبودية والانفصال. يتمرد المزارع نيوتن مع العديد من العبيد المتضامنين معه والمؤيدين لأفكاره، ليخلق مجتمعًا جديدًا (مجتمع جونز)، ويستمر كفاحه إلى فترة ما بعد الحرب وزواجه من فتاة كانت مُستعبدة سابقًا.

## الميزانية والإيرادات
بلغت تكلفة إنتاج الفيلم حوالي 65 مليون دولار.

## وصلات خارجية
- ولاية جونز الحرة على موقع IMDb (الإنجليزية)
- ولاية جونز الحرة على موقع ميتاكريتيك (الإنجليزية)
- ولاية جونز الحرة على موقع روتن توميتوز (الإنجليزية)
- ولاية جونز الحرة على موقع قاعدة بيانات الأفلام العربية
- ولاية جونز الحرة على موقع ألو سيني (الفرنسية)
- ولاية جونز الحرة على موقع Turner Classic Movies (الإنجليزية)
- ولاية جونز الحرة على موقع أول موفي (الإنجليزية)
- ولاية جونز الحرة على موقع بوكس أوفيس موجو (الإنجليزية)
- ولاية جونز الحرة على موقع فيلمافينيتي (الإسبانية)
- ولاية جونز الحرة على موقع قاعدة بيانات الفيلم (الإنجليزية)